# Cylindromyia cuspidata
Cylindromyia cuspidata là một loài ruồi trong họ Tachinidae.